# Apogonia heynei
Apogonia heynei är en skalbaggsart som beskrevs av Moser 1918. Apogonia heynei ingår i släktet Apogonia och familjen Melolonthidae. Inga underarter finns listade i Catalogue of Life.